# Birkenhead (Schiff, 1846)
Die Birkenhead, auch HMS Birkenhead, war ein Truppentransporter der Royal Navy und wurde 1845 ursprünglich als Fregatte in Birkenhead in Nordwestengland gebaut. Sie war ein Eisenschiff mit 64 Meter Länge und 1.422 Tonnen Verdrängung und wurde von zwei Dampfmaschinen angetrieben. Anfänglich hieß das Schiff Vulcan. Die Umbenennung erfolgte 1848 nach einem Umbau. Am 26. Februar 1852 ging die Birkenhead vor Südafrika unter.

## Die Katastrophe
Der Achte Grenzkrieg war eine Episode des rund hundert Jahre währenden Konflikts zwischen den Kolonisten von Kap Agulhas und den Xhosa-Völkern Südafrikas.
In dieser Zeit wurde die Birkenhead zum Truppentransporter umgebaut, um Verstärkung ans Kap zu bringen. Am 7. Februar 1852 stach sie im irischen Queenstown in See.
An Bord waren schätzungsweise (Zahlenangaben variieren je nach Quelle):
- 130 Mann Besatzung,
- 479 Soldaten und Unteroffiziere,
- 12 Offiziere,
- 3 Ärzte,
- 25 Frauen und
- 31 Kinder.

Mitte Februar traf sie in Kapstadt ein. Nachdem Kranke an Land gebracht sowie frisches Wasser, Proviant und Pferde an Bord genommen worden waren, setzte sie ihre Reise am 25. Februar bei gutem Wetter nach Port Elizabeth fort.
Nach weniger als 160 Seemeilen und mit einer Geschwindigkeit von 8 kn zeigte die Lotleine am 26. Februar um 1.50 Uhr auf der Höhe von Danger Point (bei Gansbaai) eine Tiefe von nur 22 Metern an. In seiner Überraschung befahl der Wachoffizier, das Lot noch einmal auszuwerfen, doch in diesem Moment lief das Schiff bereits auf einen in der Seekarte nicht eingezeichneten Felsen (34° 39′ S, 19° 17′ O).
Die einströmenden Wassermassen fluteten die unteren Truppendecks, wobei Hunderte von Soldaten im Schlaf überrascht wurden und ertranken. Mit bemerkenswerter Disziplin nahmen die übrigen Männer trotzdem an Deck Aufstellung und bewahrten die Ruhe, während die Beiboote zu Wasser gelassen wurden. Es gab lediglich acht Boote – was nicht annähernd für alle Personen an Bord ausreichte. Von diesen konnte man nur drei absetzen. Ein weiteres wurde vom umstürzenden Schornstein zerschlagen.
Man trieb die Pferde ins Wasser, damit sie an Land schwimmen konnten, doch die Tiere wurden von Haien angegriffen. 25 Minuten nach dem Unfall, um 02:20 Uhr, brach die Birkenhead auseinander und sank.
Mehrere der Besatzungsmitglieder und Soldaten ertranken oder wurden von Haien getötet. Immerhin schafften es mehr als 60 Mann, festgeklammert an Trümmerteile, das Ufer zu erreichen, 40 weitere wurden am nächsten Tag aus der Takelage befreit. Insgesamt überlebten laut Liste 193 von 643 Menschen.

## DieBirkenhead-Regel
Der bekannte Rettungsbefehl „Frauen und Kinder zuerst!“, der auch als „Birkenhead-Regel“ („Birkenhead Drill“) bezeichnet wird, rührt daher, dass die Frauen und Kinder unter den Passagieren an Bord zuerst in die geringe Anzahl vorhandener Boote geschickt wurden. Lieutenant Colonel Alexander Seton, der dieses Kommando ausgab und damit das bis zu diesem Zeitpunkt übliche „Jeder für sich!“ ersetzte, kam – wie auch sein Kapitän – ebenfalls zu Tode. Alle Frauen und Kinder überlebten hingegen.
Königin Victoria gab später den Auftrag zum Bau eines Denkmals im Londoner Royal Hospital Chelsea, um die Tapferkeit und Disziplin der 445 umgekommenen Männer zu würdigen.

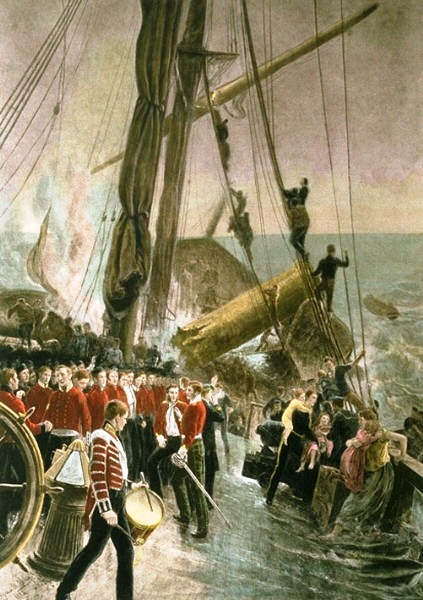
Der Untergang der Birkenhead (Gemälde von Thomas Hemy um 1892)
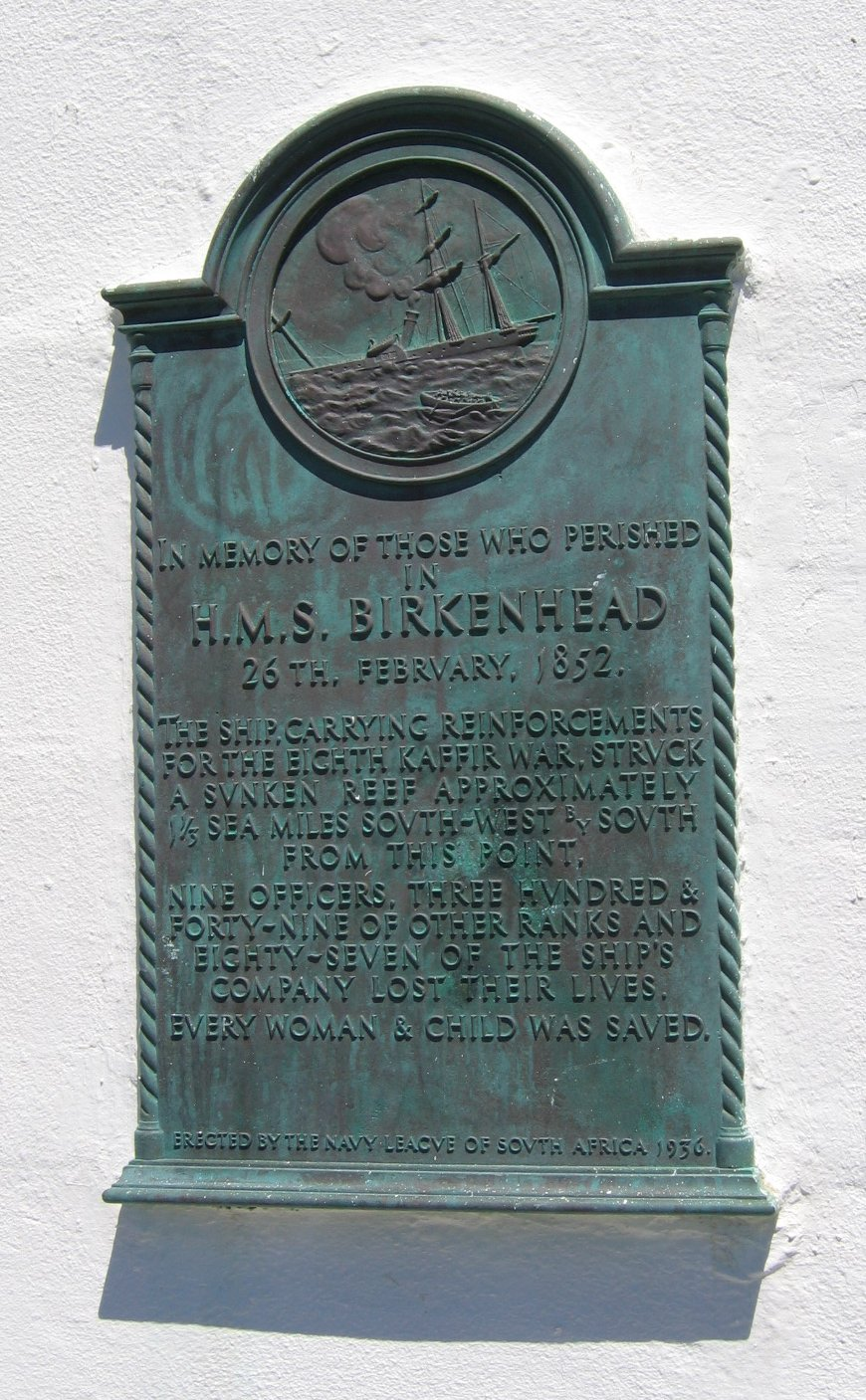
Gedenkplakette für die Opfer der Birkenhead in Gansbaai, Südafrika